# FAD (jurišna puška)
FAD automatska puška (špa. Fusil Automático Doble, hrv. Dvostruka automatska puška) peruanska je jurišna puška. Dizajnirao ju je Salomón Braga Lozo za tvrtku SIMA Electronica. Sama tvrtka SIMA Electronica je tvrtka kćer peruanske državne tvrtke SIMA (špa. Servicio Industrial de la Marina shipyards) sa sjedištem u luci Callao.
FAD automatska puška koristi streljivo kalibra NATO 5.56x45mm. Prednosti puške su što manje trza, manje je težine i obujma, dok je u isto vrijeme precizna, ima velik učinkoviti domet te je Ergonomija|ergonomična. Također, na nju se može montirati 40 mm bacač granata.
Puška je dizajnirana na temelju moderne bull-pup konstrukcije (poput VHS puške). Zbog njezine jednostavnosti i male težine, puška se u vojsci koristi kao sekundarno oružje.
Također, Peru je bio zainteresiran za kupnju 580.000 ruskih jurišnih pušaka AN-94 koje bi zamijenile postojeći HK33. Ipak, od narudžbe se odustalo u korist peruanske puške FAD.

## Vanjske poveznice
- altair.com